# فلسفه تاریخ ابن خلدون
فلسفهٔ تاریخ ابن خلدون کتابی از محسن مهدی با ترجمهٔ مجید مسعودی است که در سال ۱۳۵۲ منتشر و برندهٔ جایزه کتاب سال سلطنتی شد.